# Rašov
Rašov är en ort i Tjeckien. Den ligger i regionen Södra Mähren, i den östra delen av landet, 160 km sydost om huvudstaden Prag. Rašov ligger 514 meter över havet och antalet invånare är 216.
Terrängen runt Rašov är kuperad åt nordväst, men åt sydost är den platt.Runt Rašov är det ganska tätbefolkat, med 100 invånare per kvadratkilometer. Närmaste större samhälle är Blansko, 15,0 km öster om Rašov. I omgivningarna runt Rašov växer i huvudsak blandskog.